# Antero Albano da Silva Cabral
Antero Albano da Silva Cabral (Odemira, década de 1890 - Lisboa, 7 de Novembro de 1960) foi um Governador Civil de Faro entre 15 de Julho e 22 de Agosto de 1933; e de 29 de Outubro de 1944 e 17 de Janeiro de 1948. 

## Biografia
Nasceu em Odemira, mas mudou-se para o Algarve ainda muito novo, tendo frequentado o Liceu de Faro. Em 1929 licenciou-se em Direito na Universidade de Lisboa.
Combateu na Primeira Guerra Mundial, como parte do Corpo Expedicionário Português, estando integrado no Batalhão de Infantaria 4, tendo partido para França com o posto de porta-bandeira do Regimento 8. Colaborou no Comando-Geral da Polícia, e foi comandante da divisão de Moura da Guarda Nacional Republicana em 1920. Nesse ano foi nomeado Ministro do Interior, João Pedroso de Lima, para o posto de administrador do concelho, com a missão de resolver os problemas ligados à requisição de azeite para o abastecimento nacional. Entre 1927 e 1929 foi ajudante de campo do Comandante-Geral da Guarda Nacional Republicana, Augusto Manuel Farinha Beirão.
Exerceu como advogado em Lisboa e em Beja, dedicando-se principalmente à area d alimentação, tendo editado a obra Legislação sobre Géneros Alimenticios, de dois volumes. Também foi consultor jurídico da Inspecção-Geral dos Serviços de Fiscalização de Géneros Alimentícios, e promotor de Justiça junto do Tribunal dos Géneros Alimentícios. Em 1930 foi vice-presidente da Comissão Administrativa da Câmara Municipal de Beja, e entre 1932 e 1933 presidiu à Junta Geral do Distrito de Beja. Foi igualmente vogal da comissão distrital da União Nacional e da comissão administrativa da Federação Nacional de Lanifícios, presidente da comissão arbitral da União de Grémios dos Espectáculos, e sócio benemérito da Casa do Algarve. Entre 1944 e 1948 exerceu como Governador Civil de Faro.
Faleceu em 7 de Novembro de 1960, aos 64 anos de idade, na sua casa na Avenida Elias Garcia, em Lisboa. Foi enterrado no Talhão dos Combatentes da Grande Guerra no Cemitério do Alto de São João. No obituário publicado no jornal Povo Algarvio de 13 de Novembro de 1960, foi recordado como um dos «mais fervorosos amigos» da região do Algarve. Casou com Maria Ana Rocha Teixeira Cabral, e foi pai de Maria de Lourdes Teixeira Cabral de Carvalho e Maria Rita Teixeira Cabral.
Ao longo da sua carreira recebeu várias condecorações militares e civis: a Cruz de Guerra, grau de cavaleiro das Ordens Militares de Cristo e Avis, medalhas da Vitória, de Serviços Distintos de Segurança Pública, de Prata de Bons Serviços, de Prata de Comportamento Exemplar, das Campanhas, e da Cruz Vermelha Portuguesa. Foi igualmente condecorado com a Cruz do Mérito Militar de Espanha de quinta classe, com distintivo branco.